# Herb Pietwałdu

Herb Pietwałdu

Herb Pietwałdu jest dzielony w pas. W polu górnym niebieskim znajduje się pół złotej orlicy górnośląskiej, w polu dolnym złote, skrzyżowane młotki na zielono-czarnym tle. Orlica symbolizuje przynależność do Śląska Cieszyńskiego, a młotki górniczą przeszłość miejscowości (zielony i czarny to tradycyjne barwy górnicze).
Od 1974 do 2000 obowiązywał inny herb - w polu dolnym nie było młotków, a w górnym, zamiast orlicy, znajdowały się trzy srebrne stożki na czerwonym tle. Nawiązywały one do herbu biskupstwa ołomunieckiego (choć Pietwałd do biskupów ołomunieckich nigdy nie należał). Stary herb, posiadający błędy heraldyczne, został zmieniony na współczesny.